# Fremde Tochter
Fremde Tochter ist ein deutsches Filmdrama aus dem Jahr 2017. Der Film hatte seine Premiere am 30. Juni 2017 auf dem Filmfest München und wurde erstmals am 22. November 2017 im SWR als „Debüt im Dritten“ ausgestrahlt.

## Handlung
Lena ist 17 Jahre alt und lebt mit ihrer alleinerziehenden Mutter Hannah in einem Mannheimer Wohnblock. Lena ist rebellisch und wild, macht gern Party mit Schulfreundinnen. Von anderen im Viertel lässt sie sich nichts sagen. Zum jungen Mirko aus der Nachbarschaft hat sie ein freundschaftliches Verhältnis und kümmert sich oft um den vom Vater misshandelten Jungen. Hannah hat gerade ihren Job bei einem schmierigen Gebrauchtwagenhändler verloren, sodass Lena mit einem Reinigungsjob in einem Großraumbüro etwas dazuverdient. Hier lernt sie den Araber Farid kennen, der dort eine Ausbildung absolviert. Obwohl sie Araber nicht mag, gehen beide eine sexuelle Beziehung ein, die sie nachts allein im Büro ausleben. Dies bleibt nicht ohne Folgen und Lena wird schwanger.
Hannah ist nicht gerade angetan von der Nachricht, hat sie doch selbst früh ein Kind bekommen und kennt all die damit verbundenen Sorgen. Dass sich Lena jetzt dem Islam zuwendet, ist für Hannah befremdlich. Lena hadert, ob sie einen Schwangerschaftsabbruch vornehmen oder sich zu Farid bekennen möchte. Bei Farid sieht es nicht weniger problematisch aus. Seine Familie sieht die Gefahr, dass beide zu jung und naiv seien oder durch Lena entehrt werden könnten. Lena jedoch lässt sich davon unbeeinflusst darauf ein, eine Muslimin zu werden und ihren Glauben zu finden. Der Wunsch nach Halt wird umso stärker, als Mirko sich das Leben nimmt. Der Kontakt zu Hannah wird schwierig, da sie mit dem Weg ihrer Tochter hadert, sodass es oft Auseinandersetzungen gibt. Lena weiß aber auch von Hannahs Problemen, die für die Beantragung des Arbeitslosengelds noch eine Beschäftigungsbestätigung von ihrem ehemaligen Chef benötigt, der diese aber auch nach sexuellen Gefälligkeiten nicht herausrückt.
Lena versucht, ihrer Mutter zu helfen, indem sie mit Hannahs Chef flirtet und zu ihm in das Büro auf dem Gebrauchtwagenhof geht. Durch den Einsatz von Pfefferspray in Notwehr gelangt Lena an die Papiere. Farid und sein Bruder haben das Geschehen aus der Nähe beobachtet, da der Bruder vermutet hat, Lena sei nicht treu. Da sie jedoch nicht alles mitbekommen haben, fahren sie in falscher Überzeugung davon. Als Lena von den Vorwürfen erfährt, möchte sie alles erklären. Farids Familie möchte sie nicht in die Wohnung lassen, Farids Bruder kommt jedoch heraus und prügelt auf Lena ein. Farid kann noch rechtzeitig eingreifen. Lena beteuert, dass da nichts lief, Farid müsse entscheiden, ob er ihr glaubt oder nicht.    
Lena geht mit Hannah in eine Klinik, um einen Schwangerschaftsabbruch durchführen zu lassen. Farid kommt dazu und versucht im Gespräch, Lena noch einmal umzustimmen. Lena geht zwar ins Behandlungszimmer, entscheidet sich dann aber doch gegen den Eingriff. Gemeinsam fahren Lena und Farid mit dem Fahrstuhl hinunter. Beide sind glücklich, sie lächeln und halten Händchen.

## Produktion
Der Film wurde vom 4. April 2016 bis zum 11. Mai 2016 in Mannheim gedreht.

## Rezeption

### Kritiken
Das Lexikon des internationalen Films sieht in dem gesellschaftlich brisanten Film ein „[a]nrührendes Drama über eine Liebe unter ungünstigen Voraussetzungen, das vor allem im ersten Teil geschickt die unwahrscheinlichen Aspekte der Romanze überspielt“. Die zunehmenden Verwicklungen Richtung Ende lassen den Film jedoch außer Tritt geraten. Die Redaktion gibt dem Film 3 von 5 Sternen.
Bei tittelbach.tv gibt Volker Bergmeister dem Film insgesamt 5 von 6 möglichen Sternen. Regisseur Lacant erzähle in „starken Bildern und einer exzellenten Milieuzeichnung die Geschichte zweier Königskinder zwischen den Welten“. Die realistische Wirkung verdanke der Film vor allem den drei Hauptakteuren Heike Makatsch, Hassan Akkouch und insbesondere Elisa Schlott. Mit ihr könne man mitfühlen und mitleiden. Für Bergmeister ein „starkes Debüt im Dritten“.
Die Redaktion der Cinema vergibt für den Film volle Punktzahl, teilt aber den Eindruck anderer Kritiken, dass dem Film in der zweiten Hälfte etwas die Puste ausgehe. Insgesamt sei der Film ein „[s]tarkes unsentimentales Milieuporträt“.

### Auszeichnungen
- 2017: Biberacher Filmfestspiele – Hauptpreis Goldener Biber[6]